# Mut für den Alltag
Mut für den Alltag (Alternativtitel: Jeden Tag Tapferkeit, Originaltitel: Každý den odvahu) ist ein tschechoslowakischer Spielfilm in Schwarzweiß aus dem Jahr 1964 von Evald Schorm, der auch – zusammen mit Jan Čuřík und Anton Máša – das Drehbuch verfasst hatte. In den Hauptrollen sind Jana Brejchová, Jan Kačer und Jiřina Jirásková zu sehen. Seine Uraufführung erlebte das Werk am 18. Dezember 1964 in der Tschechoslowakei. In der Bundesrepublik Deutschland hatte es seine Premiere am 13. Februar 1967 im Programm des Zweiten Deutschen Fernsehens (ZDF).

## Handlung
Der Alltag des Jarda Lukas besteht aus der Arbeit an seiner Werkbank in der Fabrik und aus den halbwegs gestohlenen Stunden der Liebe mit seiner Freundin  Vera auf deren Zimmer, stets der Gefahr bewusst, von der zänkischen Alten, Veras Wirtin, entdeckt zu werden. Seine Aktivität im Dienste der Kommunistischen Partei ist über das Stadium der Begeisterung längst hinaus; sie ist zur Pflicht geworden, die nicht immer schmeckt. „Die Leute sind alle so passiv. Ich bin der Esel, der alles trägt und nichts davon hat“, so beklagt er sich bei Vera. Und: „Ich hab‘ langsam die Nase voll, für die Leute den Clown zu spielen.“ Die Leute – das sind die Menschen in Jardas Umgebung, die Älteren, die statt in der Gegenwart in einer von der Erinnerung verbrämten Vergangenheit leben, und die Jungen, die sich wie Borek, dem von der Universität vertriebenen Studenten, in der Gegenwart nicht zurechtfinden, weil diese Gegenwart ihren Wünschen entgegensteht. Gegen die Lethargie seiner Mitmenschen kämpft Jarda redlich, aber vergeblich an. Weder der Faustschlag in Boreks Magengrube noch die Ohrfeigen, die er einem Zauberkünstler versetzt, von dem er sich lächerlich gemacht glaubt, dienen seiner Sache. Diese Prügel wie jene, die er am Ende selbst bezieht, sind nur das Zeichen einer Ohnmacht, die es ihm nicht erlaubt, ändernd, bessernd auf seine Umgebung einzuwirken.

## Auszeichnungen
Bei dem Internationalen Filmfestival von Locarno im Jahr 1966 gewann Evald Schorn den Großen Preis für den besten Film, zwei Jahre später beim Pilsen Film Festival 1968 den Golden Kingfisher.

## Kritiken
Der Evangelische Film-Beobachter zog nach der deutschsprachigen Premiere im ZDF folgendes Fazit: „Sehenswerter Film über ‚die Zeit der Anpassung‘ in der Tschechoslowakei. Am Beispiel des jungen Arbeiter-Funktionärs Jarda Lukas zeigt Regisseur Evald Schorm, daß auch die größte Begeisterung für eine Sache von den Erfordernissen und Nichtigkeiten des Alltags ausgetrocknet werden kann. Von der Lethargie seiner Kollegen und Mitmenschen, die sich abgefunden und „angepaßt“ haben, angesteckt, gerät auch Jarda an den Rand der Kapitulation. […] durchaus zu empfehlen.“ Auch das Lexikon des internationalen Films gelangt zu einem positiven Urteil: „Um präzise Milieuzeichnung bemühte, episodenhaft markierte Selbstkritik am tschechischen Sozialismus. Interessant durch einen Freimut, wie er nur vor dem Einmarsch der Sowjets in die ČSSR (1968) möglich war.“